# Hypopterygium parvifolium
Hypopterygium parvifolium là một loài Rêu trong họ Hypopterygiaceae. Loài này được (Bosch & Sande Lac.) A.J. Shaw, I. Holz, C. J. Cox & Goffinet mô tả khoa học đầu tiên năm 2008.